# Mannardite
La mannardite (simbolo IMA: Man) è un minerale raro del supergruppo dell'hollandite e del gruppo della priderite appartenente alla classe minerale degli "ossidi e idrossidi" con composizione chimica BaTi6(V3+,Cr3+)2O16 • H2O e quindi chimicamente un ossido di bario-titanio-vanadio. Gli elementi titanio e vanadio indicati tra parentesi tonde possono sostituirsi l'uno all'altro nella formula, ma sono sempre nello stesso rapporto con gli altri componenti del minerale.

## Etimologia e storia
La mannardite è stata scoperta per la prima volta nel fiume Kechika nel nord della Columbia Britannica, in Canada, ed è stata descritta nel 1986 da J.D. Scott e G.R. Peatfield, che hanno chiamato il minerale in onore del geologo canadese George William Mannard (1932-1982) per onorare i suoi molti anni di lavoro nel campo della mineralogia e dei depositi nella Columbia Britannica.

## Classificazione
Nella Sistematica dei lapis (Lapis-Systematik) di Stefan Weiß, al minerale è stato assegnato il sistema nº IV/D.08-40. In questa sistematica ciò corrisponde alla classe degli "ossidi e idrossidi" e quindi alla sottoclasse degli "ossidi con rapporto metallo : ossigeno = 1 : 2 (MO2 e relativi)", dove la mannardite insieme a cesàrolite, coronadite, ferrihollandite, henrymeyerite, hollandite, criptomelano, manjiroite, priderite, redledgeite e stronziomelano forma il "gruppo del criptomelano" (a partire dal 2018).
La nona edizione della sistematica minerale di Strunz, valida dal 2001 e aggiornata dall'Associazione Mineralogica Internazionale (IMA) fino al 2009, elenca la mannardite nella classe "4. Ossidi (idrossidi, V[5,6] vanadati, arseniti, antimoniti, bismutiti, solfiti, seleniti, telluriti, iodati)" e da lì nella sottoclasse "4.D Metallo:Ossigeno = 1:2 e simili"; questa è ulteriormente suddivisa in base alla dimensione dei cationi coinvolti e alla struttura cristallina, in modo che il minerale possa essere trovato nella suddivisione "4.DK Con cationi di grande dimensione (± cationi di media dimensione); strutture a tubo", dove insieme ad akaganeite, ankangite, henrymeyerite, hollandite, manjiroite, redledgeite, coronadite, priderite e forma il sistema nº 4.DK.05.
Tale classificazione viene mantenuta anche nell'edizione successiva, proseguita dal database "mindat.org" e chiamata Classificazione Strunz-mindat, dove però il vecchio sistema 4.DK.05 è stato organizzato diversamente: la mannardite qui si trova nel sistema 4.DK.05b, che occupa insieme a henrymeyerite, priderite e redledgeite.
La classificazione dei minerali secondo Dana, utilizzata principalmente nel mondo anglosassone, elenca la mannardite nella famiglia degli "ossidi multipli" e nella sottofamiglia con lo stesso nome; qui il minerale può essere trovato insieme alla redledgeite nella sezione 07.09.05.

## Abito cristallino
La mannardite cristallizza nel sistema tetragonale nel gruppo spaziale I41/a (gruppo nº 88) con i parametri del reticolo a = 14,36 Å e c = 5,91 Å oltre a 4 unità di formula per cella unitaria.

## Modificazioni e varietà
L'ankangite (Ba(Ti,V,Cr)8O16) è stata scoperta nel 1986 da Xiong Ming, Ma Zhesheng e Peng Zhizhong ed è stata inizialmente descritta come un minerale a sé stante, che è stato anche riconosciuto dall'IMA (IMA nº 1986-026). Il minerale prende il nome dalla città di Ankang nella provincia cinese dello Shaanxi. Nel 2012, tuttavia, lo status di minerale è stato revocato e da allora l'ankangite è stata considerata una varietà anidra di mannardite.

## Origine e giacitura
Nella sua località tipo nel campo dei pozzi "Rough" nella Columbia Britannica canadese, la mannardite è stata trovata in vene di quarzo-carbonato che attraversano scisto e siltite. Oltre al quarzo, anche barite, baritocalcite, norsethite e sulvanite si trovavano come minerali di accompagnamento. Nella miniera "Brunswick nº 12", anch'essa situata vicino a Bathurst in Canada, il minerale è stato trovato in un corpo minerario in metasedimenti fratturati insieme a baritocalcite, edingtonite, armotomo, quarzo, siderite e sfalerite.
In Italia la mannardite è stata rinvenuta a Stazzema in Toscana. Altri siti nel mondo sono: Gmina Kobierzyce nel voivodato della Bassa Slesia; negli oblast' di Irkutsk e Murmansk, oltre all'Askizskij rajon, tutti in Russia; a Kadamžaj in Kyrgyzstan; nei distretti di Šielí e di Sozaq (entrambi in Kazakistan); nella Minas Gerais in Brasile; nella Municipalità locale di Masilonyana (Sud Africa); nel distretto di Hanbin nello Shaanxi e nella contea di Baiyü, entrambi in Cina; oltre alla località tipo in Canada, c'è un altro sito nella Contea di Gloucester nel Nuovo Brunswick.

## Forma in cui si presenta in natura
La mannardite sviluppa cristalli prismatici di colore nero corvino allungati lungo l'asse c. Al microscopio a luce riflessa, il minerale appare anche marrone rossastro chiaro; tuttavia, il colore del suo striscio va sempre dal bianco al bianco-grigiastro. Il minerale è opaco in qualsiasi forma e mostra una lucentezza simile al diamante su superfici lisce e non alterate.